# Minnesota Lynx 2017
La stagione 2017 delle Minnesota Lynx fu la 19ª nella WNBA per la franchigia.
Le Minnesota Lynx vinsero la Western Conference con un record di 27-7. Nei play-off vinsero la semifinale con le Washington Mystics (3-0), vincendo poi il titolo, battendo nella finale WNBA le Los Angeles Sparks (3-2).

## Roster
| N° | Naz.                   | Ruolo | Sportivo            | Anno | Alt. | Peso |
| -- | ---------------------- | ----- | ------------------- | ---- | ---- | ---- |
| 3  | Stati Uniti (bandiera) | A     | Natasha Howard      | 1991 | 188  | 78   |
| 7  | Stati Uniti (bandiera) | G     | Jia Perkins         | 1982 | 173  | 76   |
| 9  | Italia (bandiera)      | A     | Cecilia Zandalasini | 1996 | 185  | 73   |
| 12 | Stati Uniti (bandiera) | G     | Alexis Jones        | 1994 | 175  | 78   |
| 13 | Stati Uniti (bandiera) | G     | Lindsay Whalen      | 1982 | 175  | 68   |
| 14 | Regno Unito (bandiera) | C     | Temi Fagbenle       | 1992 | 193  | 89   |
| 21 | Stati Uniti (bandiera) | G     | Renee Montgomery    | 1986 | 170  | 65   |
| 22 | Stati Uniti (bandiera) | AC    | Plenette Pierson    | 1981 | 188  | 88   |
| 23 | Stati Uniti (bandiera) | A     | Maya Moore          | 1989 | 183  | 79   |
| 32 | Stati Uniti (bandiera) | A     | Rebekkah Brunson    | 1981 | 191  | 79   |
| 33 | Stati Uniti (bandiera) | G     | Seimone Augustus    | 1984 | 183  | 81   |
| 34 | Stati Uniti (bandiera) | C     | Sylvia Fowles       | 1985 | 198  | 94   |

## Staff tecnico
- Allenatore: Cheryl Reeve
- Vice-allenatori: Shelley Patterson, James Wade
- Preparatore atletico: Chuck Barta
- Assistente preparatore atletico: Kate Taber